# Bagnatica
Bagnatica [baˈɲ(ː)aːtika] (Bagnàdega [baˈɲadɛɡa] in dialetto bergamasco) è un comune italiano di 4 506 abitanti della provincia di Bergamo in Lombardia.
Il paese è adagiato sugli ultimi colli della Val Cavallina, ai piedi del monte Tomenone, a circa 9 chilometri a est del capoluogo orobico.

## Geografia fisica

### Morfologia
Il carattere morfologico principale dell'ambito territoriale in cui è collocata Bagnatica, è sicuramente il sistema collinare che si sviluppa, variamente articolato, da Comonte a Montello, secondo una direzione NordEst-SudOvest.
Nonostante appaia unitario, a causa della sua posizione isolata nella pianura, il sistema collinare può essere distinto in tre parti, separate le une dalle altre da due larghe selle: la collina di Comonte, al margine occidentale, la collina di Brusaporto, al centro e la collina di Bagnatica-Montello nel margine Occidentale. La collina di Comonte culmina a quota 283 m s.l.m.
Il complesso collinare Bagnatica-Montello dei tre è quello più esteso ed altimetricamente più elevato, culminando nei 371 metri del monte Tomenone, la cima più alta di tutto il sistema.
Nella porzione pianeggiante del territorio notevole è lo sfruttamento agricolo del suolo, facilitato dalla presenza della roggia Borgogna e del torrente Zerra, che scorrono dando vita ad una serie di rogge minori quali la roggia Bagnatica-Cattanea, la roggia Bagnatica-Brusaporto, la Piccialuga e la Ponchione.

### Geologia
Dall'esame delle caratteristiche litologiche e di sedimentazione dei complessi rocciosi che sono stati riuniti e descritti nelle diverse formazioni, dalla definizione dei rapporti geometrici tra una formazione e l'altra, dallo studio particolareggiato dei fossili e delle strutture sedimentarie di una roccia, è generalmente possibile ricostruire, con una certa approssimazione, gli ambienti e le condizioni di sedimentazione di un determinato periodo geologico. Nel caso di Bagnatica e della porzione territoriale limitrofa, il riferimento temporale è il Cretacico e le condizioni che consentono di fare luce sugli ambienti di sedimentazione cretacici sono: la formazione di Pontida, l'arenaria di Sarnico, il conglomerato di Sirone e la nobile pietra di Credaro.

### Itinerari

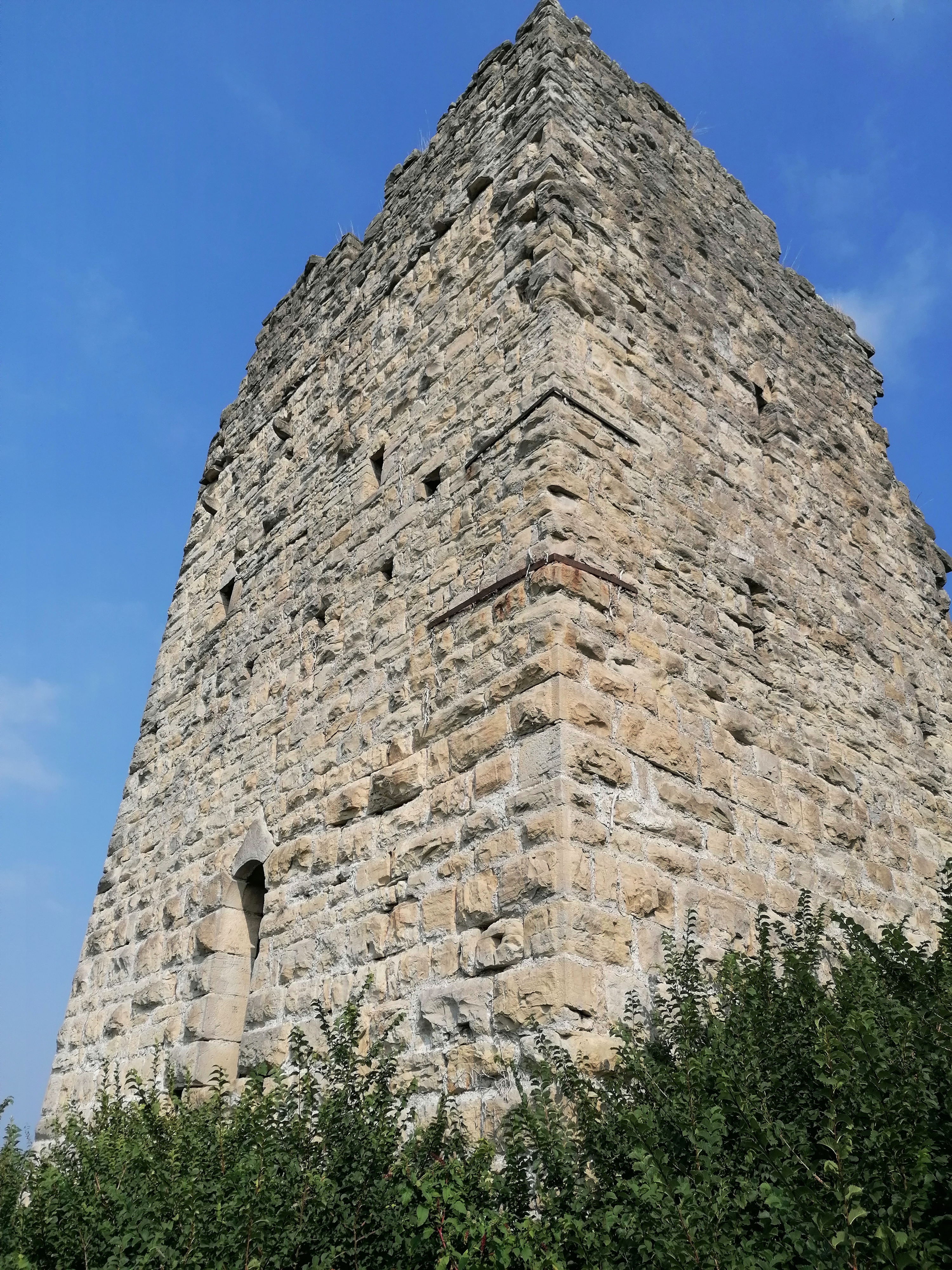
La rocca sul monte Tomenone

Parecchi percorsi nella natura si svolgono nei suoi bellissimi colli; primo fra tutti è la passeggiata che conduce alla Torre sul colle di San Giovanni Battista (Comune di Costa di Mezzate).
La passeggiata è consigliata nelle belle giornate di primavera e richiede una ventina di minuti per i meno allenati. Raggiunta la torre si incontrano dei meravigliosi prati con affaccio sulla pianura da cui avere una suggestiva panoramica.
Molto bella la passeggiata per raggiungere la cima del monte Tomenone e la breve ma suggestiva salita che conduce alla Cascina Paradiso (ambedue i percorsi iniziano dalla Cascina Casella).
Di notevole spessore sono anche gli edifici sacri presenti sul territorio: in primo luogo la chiesa parrocchiale che, dedicata a San Giovanni Battista, possiede opere pittoriche di buon pregio. La data di costruzione è tuttora incerta, dato che è stata soggetta a numerosi rifacimenti, e viene menzionata in atti scritti soltanto nel 1659. Situata in centro al paese, ospita il pregevole e maestoso organo a canne Serassi, il secondo più antico in provincia: datato 1738, è stato riformato nei primi anni del XIX secolo dai Locatelli, successori della scuola Serassi. Il complesso fonico e meccanico è una fusione di materiali pregiati, esperienza organaria unica, colori e sonorità musicali di rara bellezza che nel tempo ha mantenuto inalterate queste caratteristiche. Terminato il restauro conservativo e la ricostruzioni di accessori quali Banda Turca e Campanelli nell'agosto 2010 ora lo strumento è in perfette condizioni.

È inoltre presente la piccola chiesa di San Pietro che, sita ai margini del centro abitato, custodisce affreschi di valore.

## Storia
- 1014 atto che testimonia l'esistenza della chiesa di San Pietro di Mezzate.
- 1045 Variberto figlio di Todilione vende al vescovo Ambrogio, rappresentato da Bertaro di Trescore, un pezzo di terra a Mezzate. La vendita viene confermata con un altro atto dello stesso giorno, che contiene anche il consenso della moglie Gulfalda. Ambedue i coniugi dichiarano di seguire il diritto longobardo.
- 1813 Lettera di Alessandro Finazzi (2 novembre) alla Congregazione di Carità riguardante le affittanze (tra le quali quella di Bagnatica) di diversi luoghi Pii dipendenti dalla congregazione medesima.
- 1820 Documenti certificano che Bagnatica, nel distretto di Martinengo, è soggetta alla pretura di Romano di Lombardia. Vi si trovano colline coltivate a vigna, boschi cedui, bozzoli e biade. Presenta due contrade: la Tezza, ove è un oratorio in onore di San Pietro apostolo, ed il Castello, ove esistono le vestigia di un castello nominato nelle fazioni dei Guelfi e dei Ghibellini. Nella chiesa dedicata a San Giovanni Battista vi è la pala dell'altare maggiore rappresentante la decollazione del Santo medesimo, opera di Giovanni Olmo. Tutti gli 800 abitanti risultano essere agricoltori.
- 1838 Bagnatica dà i natali a Isaia Marcassoli di Luigi (8 ottobre), ammesso all'istituto musicale Donizetti di Bergamo, dal quale uscirà diplomato in violino: "uno tra i più distinti e rimarchevoli allievi di questa scuola. Valentissimo direttore di orchestra".
- 1860 Durante la Spedizione dei Mille si distingue Prospero Brembilla, cittadino di Bagnatica, insignito di medaglie ed onorificenze al valore.
- 1884 Inaugurazione della nuova sede Municipale (attuale).
- 1897 Il comune di Bagnatica passa dal circondario di Treviglio (mandamento di Martinengo) al circondario di Bergamo (mandamento di Trescore[6]).
- 1918 Arriva in paese la corrente elettrica.
- 1919 Adesione di Bagnatica alla Costituzione consorzio Acquedotto Sponda Sinistra del Serio.
- 1927 Bagnatica viene unita al comune di Brusaporto e forma Rocca del Colle.
- 1930 Arriva in paese l'acqua potabile.
- 1956 Separazione di Bagnatica da Brusaporto[7].
- 1960 Inaugurazione del nuovo edificio scolastico alla frazione Tezza.
- 1963 Inaugurazione della biblioteca Civica di Bagnatica. Nuova sede delle scuole elementari.
- 1978 Nuova sede delle scuole medie con il comune di Costa di Mezzate.
- 1999 La Banda Musicale "Gaetano Donizetti" ottiene e realizza una propria sede presso le scuole medie.
- 2000 La Banda musicale suona in Piazza San Pietro, in occasione dell'anno Giubilare alla presenza di S.S. Giovanni Paolo II
- 2003 Gemellaggio musicale tra la "Donizetti" e l'ARMONIEMUSIK VADUZ di Vaduz - Liechtenstein
- 2005 Gemellaggio musicale tra la "Donizetti" e la C.A.M. Orchestra di Piovene Rocchette (VI) diretta da Gastone Bortoloso
- 2009 Gemellaggio musicale tra la "Donizetti" diretta da Pierangelo Gabbiadini e la Premiata Banda di Mariano Comense diretta dal M. Angelo Sormani. Nell'occasione l'Amministrazione Comunale offre al direttore della Donizetti Pierangelo Gabbiadini una targa a ringraziamento per i suoi 37 anni di attività nella Banda musicale.

### Simboli
I simboli del comune sono lo stemma e il gonfalone conferiti con D.P.R. 17 settembre 1962.
Stemma
(DPR 17 settembre 1962)
La figura dell'aquila è ripresa da un bassorilievo scolpito su una pietra della pavimentazione della chiesa di San Pietro, probabilmente la decorazione di una tomba; non è escluso che si tratti di un trofeo di guerra, risalente al tempo delle battaglie tra guelfi e ghibellini.
Gonfalone
(DPR 17 settembre 1962)

## Società

### Evoluzione demografica

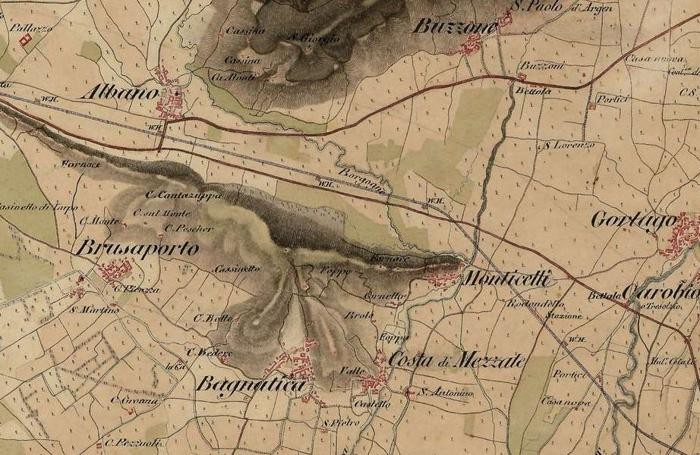
Bagnatica e dintorni negli anni 1860

Abitanti censiti

### Istituzioni, enti e associazioni
- Corpo musicale "Gaetano Donizetti"
- Accademia Musicale Bagnatichese
- Teatro Dialettale di Bagnatica
- La Compagnia "Teatro Dialettale di Bagnatica"